# Barycnemis suspecta
Barycnemis suspecta är en stekelart som beskrevs av Andrey Ivanovich Khalaim 2004. Barycnemis suspecta ingår i släktet Barycnemis och familjen brokparasitsteklar. Inga underarter finns listade.